# Sinduald
Sinduald (fl. VI secolo) è stato un generale bizantino ma di origini erule.

## Biografia
Faceva parte delle truppe mercenarie erule che seguirono Narsete in Italia nel 552 e nel 554, in seguito all'uccisione in battaglia del re degli Eruli Fulcari, Narsete lo scelse come nuovo comandante degli Eruli, preferendolo all'altro candidato, Aruth.
Nel 554 si distinse nella battaglia del Volturno contro gli invasori franco-alamanni, riuscendo a convincere, prima della battaglia, i suoi compagni eruli a desistere dall'intenzione di abbandonare l'esercito bizantino a causa di un presunto torto subito per opera di Narsete (l'esecuzione di uno di loro), impedendo così che l'esercito di Narsete perdesse uomini importanti e contribuendo alla vittoria.
In un'epistola di Papa Pelagio I (Ep. 73) del 559 indirizzata a lui viene definito un magister militum, carica che si è ipotizzato potrebbe aver assunto nel 553-554, sulla base di un passo di Agazia in cui viene definito un στρατηγός. Potrebbe aver contribuito alla presa delle ultime fortezze nel Nord Italia ancora in mano gota o franca (le ultime a cadere furono Verona e Brescia nel 561-562).
Nel 566, però, si rivoltò a Narsete con l'appoggio degli altri Eruli, che lo elessero loro re, venendo però rapidamente sconfitto e ucciso dall'eunuco, che lo fece impiccare su un'alta trave. Paolo Diacono lo definisce Brentorum rex, forse riferendosi al posto in cui le truppe si rivoltarono; sulla base della somiglianza fonetica con il fiume Brenta, gli studiosi hanno ipotizzato che la rivolta si fosse originata nei pressi del fiume Brenta, nelle vicinanze di Trento.